# Pedro Cortés
Pedro Cortés Jiménez (Ovalle, 12 de julio de 1988) es un exfutbolista chileno. Jugaba de mediocampista.

## Trayectoria
Los inicios de su carrera fueron en Huachipato, donde formó parte de sus divisiones inferiores, siendo nominado a la selección sub-17 en 2004. 
Luego de su experiencia en el equipo del sur de Chile, se sumó a Deportes Ovalle, club de la Tercera División A con el que consiguió un histórico subcampeonato en la Copa Chile 2008-09.  En este período vuelve a ser nominado a una selección nacional, participando de la preparación de la selección sub-21 para el Torneo Esperanzas de Toulon de 2009, sin embargo, no formando parte de la nómina final. 
Tras su paso por los ovallinos, en 2011 juega en Barnechea, también de la Tercera División A, donde logra salir campeón del torneo.  En 2012 es parte del plantel de Unión La Calera, disputando la Primera División de Chile por primera vez en su carrera.  
En 2013 llega a Deportes La Serena, donde permanece durante dos torneos.  En el segundo semestre del 2014 ficha por el archirrival de los granates, Coquimbo Unido.  Estuvo en los piratas hasta el 2016, cuando dejó el club en mutuo acuerdo debido a una lesión que lo mantuvo fuera por más de un año. 

## Clubes
| Club               | País  | Año       |
| ------------------ | ----- | --------- |
| Deportes Ovalle    | Chile | 2008-2010 |
| Barnechea          | Chile | 2011      |
| Unión La Calera    | Chile | 2012      |
| Deportes La Serena | Chile | 2013-2014 |
| Coquimbo Unido     | Chile | 2014-2016 |

## Palmarés

### Títulos nacionales
| Título             | Club      | País  | Año  |
| ------------------ | --------- | ----- | ---- |
| Tercera División A | Barnechea | Chile | 2011 |